# Rémérangles
Rémérangles település Franciaországban, Oise megyében. Lakosainak száma 209 fő (2022. január 1.). Rémérangles Essuiles, Bresles, Bulles, Le Fay-Saint-Quentin, Litz és La Rue-Saint-Pierre községekkel határos.

## Népesség
A település népessége az elmúlt években az alábbi módon változott:
| Lakosok száma | 218  | 213  | 219  | 216  | 217  | 217  | 215  | 213  | 209  |
|               | 2013 | 2015 | 2016 | 2017 | 2018 | 2019 | 2020 | 2021 | 2022 |